# Megafoon

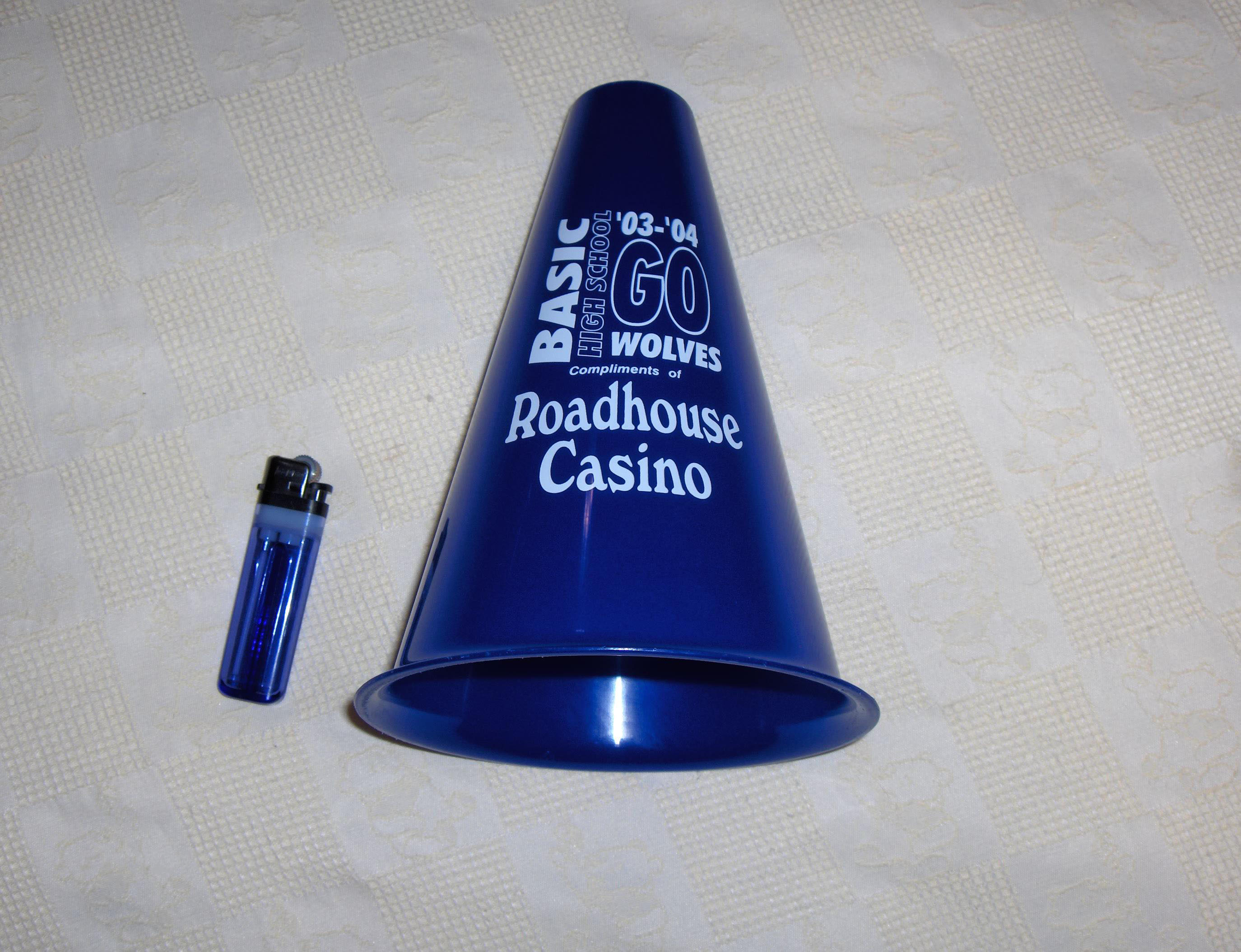
Een megafoon (met daarnaast een aansteker om de schaal aan te geven)

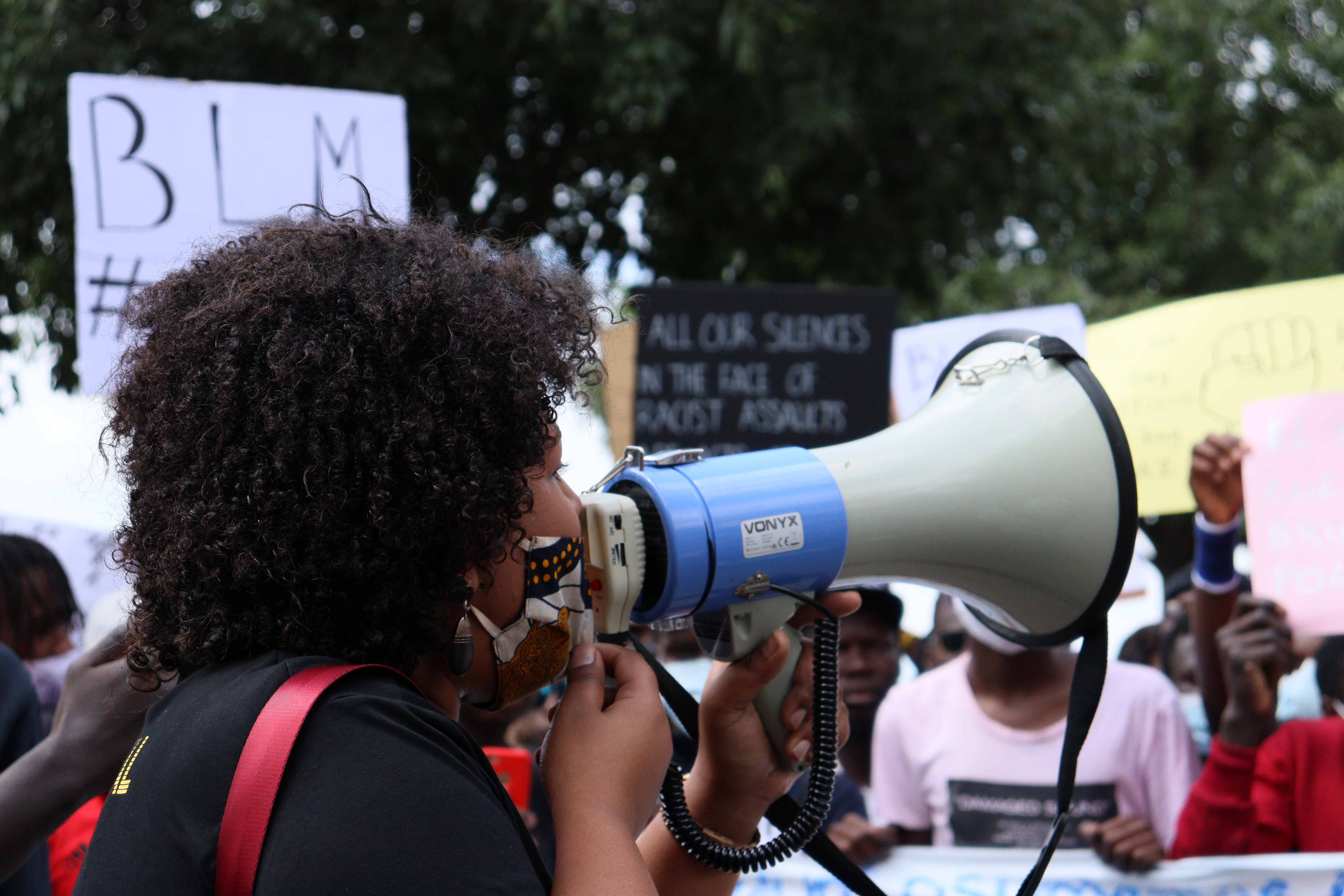
Een elektrische megafoon wordt gebruikt bij een demonstratie (Black Lives Matter, 7 juni 2020)

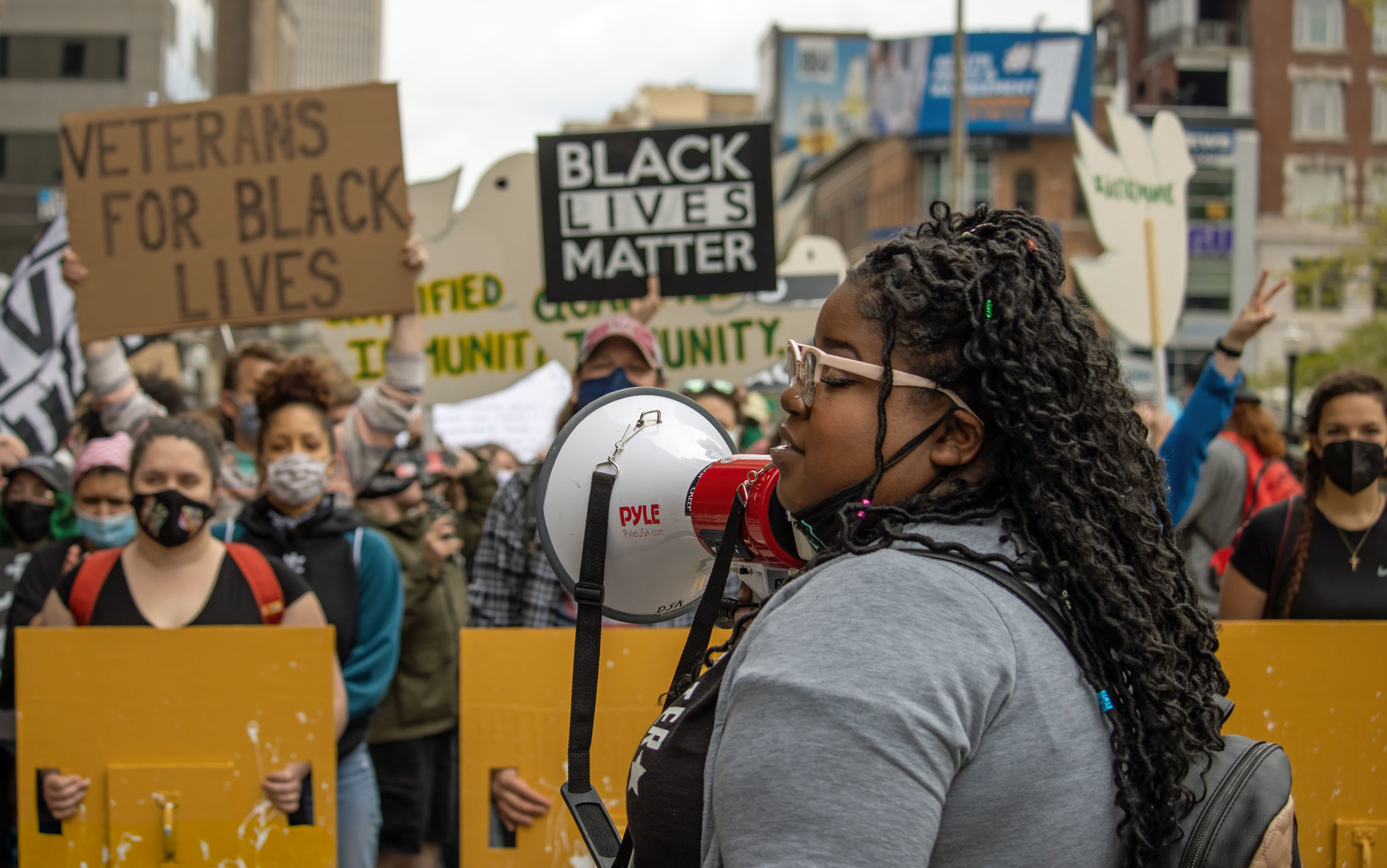
Een elektrische megafoon wordt gebruikt bij een demonstratie (Black Lives Matter, 19 juli 2021)

Een megafoon of roeptoeter is een hulpmiddel om een grote groep mensen toe te spreken. Het is draagbaar en wordt meestal in de hand gehouden. Een megafoon is trechtervormig of beter nog hyperbolisch. Een megafoon wordt vaak gebruikt bij manifestaties of demonstraties, bij sportevenementen en bij zeilscholen.
Met een megafoon kan de natuurlijke stem van een persoon worden versterkt in de richting van de personen die de tekst moeten verstaan. Is de megafoon meestal vrij kort, in bijzondere toepassingen gebruikt men wel een megafoon van 1,25-2 m lengte, met bij de mond een opening van 5 cm en aan het eind van 15-25 cm. Met een megafoon van 5,5-7,5 m lengte zou een zware mannenstem op een afstand van 5,5 km nog hoorbaar moeten zijn. Een normale megafoon heeft een reikwijdte van rond 500 meter. Soms heeft een megafoon een ingebouwde sirene.
De megafoon zorgt dat er zo min mogelijk dwaalgeluid (ofwel strooigeluid) is. De menselijke stem direct uit de mond verspreidt zich globaal in alle richtingen even luid (met uitzondering van de gevolgen van de afscherming door het hoofd en het lichaam). Daardoor wordt het geluid op grotere afstand sterk verzwakt waargenomen. Het geluid van de menselijke stem gedraagt zich als een puntbron en spreidt zich bolvormig uit. Daardoor neemt het geluidsniveau af met 6 dB voor elke verdubbeling van de afstand (gerekend zonder luchtabsorptie).
De vorm van de megafoon zorgt ervoor dat het geluid beter in één richting geconcentreerd wordt uitgezonden. De vermindering met de afstand die resteert hangt dan vooral af van de geluidsabsorptie door de lucht. Eenzelfde (maar kleiner) effect kan bereikt worden door de handen om de mond te plaatsen, iets wat iemand instinctief zal doen om harder te kunnen roepen. 
Luisteraars die aan de zijkant van de megafoon staan, horen het bericht minder goed. De megafoon creëert geen nieuwe geluidsenergie. 
Soms wordt het geluid elektrisch versterkt in de megafoon. De megafoon bevat dan een microfoon, een versterker en een luidspreker. Er moet dan een batterij of accu in de megafoon zitten om de benodigde energie te leveren. Het vermogen varieert dan tussen 8 watt en 45 watt. Soms zit de microfoon op afstand, of is deze zelfs draadloos.
De theorie van de megafoon stamt uit de achttiende eeuw en is voor het eerst beschreven door Johann Heinrich Lambert, die zelf vanaf zijn geboorte slechthorend was. 
Er wordt gedacht dat de trompet voortgekomen is uit een primitieve megafoon, bijvoorbeeld van de hoorn van een koe gemaakt.

## Trivia
- Een variant van de megafoon is de trechtervormige hoorn die op oude grammofoons werden toegepast, voor de uitvinding van de elektrische luidspreker.
- Het omgekeerde van een megafoon is de hoorn, waarmee dove mensen luisterden, voor de uitvinding van het gehoorapparaat.
- Een 'megafoon' wordt ook als synoniem gebruikt voor mensen die een boodschap of grap zonder juiste bronvermelding doorvertellen en daarbij het idee wekken dat zij de bedenken van de boodschap of grap zijn.